# Snookersäsongen 2015/2016
Snookersäsongen 2015/2016 bestod av en serie snookerturneringar som spelades mellan den 1 juni 2015 och 2 maj 2016.

## Nyheter
World Grand Prix återkom som en rankingturnering efter att ha varit en inbjudningsturnering föregående säsong. De 32 som tjänat mest pengar under senaste året var kvalificerade för turneringen.

## Tävlingskalender
| Rankingturnering (R)         |
| Mindre rankingturnering (MR) |
| Inbjudningsturnering (IB)    |
| Variant av snooker (V)       |

| År       | Datum      | Plats                            | Turnering                             | Typ               | Vinnare            | Finalist      | Resultat |
| 2015     |            |                                  |                                       |                   |                    |               |          |
| -------- | ---------- | -------------------------------- | ------------------------------------- | ----------------- | ------------------ | ------------- | -------- |
| 2015     | 15–21/6    | Wuxi                             | World Cup                             | IB                | Kina B             | Skottland     | 4 – 1    |
| 2015     | 29/6–15/7  | Bendigo                          | Australian Open                       | R                 | John Higgins       | Martin Gould  | 9 – 8    |
| 2015     | 29/7–2/8   | Riga                             | European Tour 1 – Riga Open           | MR                | Barry Hawkins      | Tom Ford      | 4 – 1    |
| 2015     | 26–30/8    | Fürth                            | European Tour 2 – Paul Hunter Classic | MR                | Ali Carter         | Shaun Murphy  | 4 – 1    |
| 2015     | 7–12/9     | Bangkok                          | Six-red World Championship            | V                 | Thepchaiya Un-Nooh | Liang Wenbo   | 8 – 2    |
| 2015     | 14–20/9    | Shanghai                         | Shanghai Masters                      | R                 | Kyren Wilson       | Judd Trump    | 10 – 9   |
| 2015     | 7–11/10    | Mülheim                          | European Tour 3 – Ruhr Open           | MR                | Rory McLeod        | Tian Pengfei  | 4 – 2    |
| 2015     | 19–23/10   | Haining                          | Asian Tour 1 – Haining Open           | MR                | Ding Junhui        | Ricky Walden  | 4 – 3    |
| 2015     | 25/10–1/11 | Daqing                           | International Championship            | R                 | John Higgins       | David Gilbert | 10 – 5   |
| 2015     | 4–8/11     | Sofia                            | European Tour 4 – Bulgarian Open      | MR                | Mark Allen         | Ryan Day      | 4 – 0    |
| 2015     | 10–15/11   | Coventry                         | Champion of Champions                 | IB                | Neil Robertson     | Mark Allen    | 10 – 5   |
| 2015     | 16–21/11   | Hongkong                         | General Cup                           | IB                | Marco Fu           | Mark Williams | 7 – 3    |
| 2015     | 24/11–6/12 | York                             | UK Championship                       | R                 | Neil Robertson     | Liang Wenbo   | 10 – 5   |
| 2015     | 9–13/12    | Gibraltar                        | European Tour 5 – Gibraltar Open      | MR                | Marco Fu           | Michael White | 4 – 1    |
| 2016     |            |                                  |                                       |                   |                    |               |          |
| 10–17/1  | London     | Masters                          | IB                                    | Ronnie O'Sullivan | Barry Hawkins      | 10 – 1        |          |
| 30–31/1  | Preston    | Senior-VM i snooker              | IB                                    | Mark Davis        | Darren Morgan      | 2 – 1         |          |
| 3–7/2    | Berlin     | German Masters                   | R                                     | Martin Gould      | Luca Brecel        | 9 – 5         |          |
| 12–14/2  | Reading    | Snooker Shoot-Out                | V                                     | Robin Hull        | Luca Brecel        | 1 – 0         |          |
| 15–21/2  | Cardiff    | Welsh Open                       | R                                     | Ronnie O'Sullivan | Neil Robertson     | 9 – 5         |          |
| 23–28/2  | Gdynia     | European Tour 6 – Gdynia Open    | MR                                    | Mark Selby        | Martin Gould       | 4 – 1         |          |
| 4/1–3/3  | Stock      | Championship League              | IB                                    | Judd Trump        | Ronnie O'Sullivan  | 3 – 2         |          |
| 8–13/3   | Llandudno  | World Grand Prix                 | R                                     | Shaun Murphy      | Stuart Bingham     | 10 – 9        |          |
| 22–27/3  | Manchester | Players Championship Grand Final | R                                     | Mark Allen        | Ricky Walden       | 10 – 6        |          |
| 28/3–3/4 | Peking     | China Open                       | R                                     | Judd Trump        | Ricky Walden       | 10 – 4        |          |
| 16/4–2/5 | Sheffield  | VM i snooker                     | R                                     | Mark Selby        | Ding Junhui        | 18 – 14       |          |

## Världsranking
Se separata artiklar:
- Snookerns världsranking 2015/2016
- Snookerns världsrankingpoäng 2015/2016